# Калья (суп)
Калья́ (от тур. kalja) — старинное блюдо русской кухни, представляющее собой рыбный суп, сваренный на огуречном рассоле. Является прообразом современных рассольников.
В профессиональной кулинарной литературе рецепты кальи появляются с конца XVIII века, однако само блюдо появилось гораздо раньше, оно упоминается в источниках XVI—XVII веков. Самые древние из сохранившихся рецептов кальи датированы 1610—1613 годами, подробные рецепты этого супа оставили В. А. Лёвшин (1795) и Е. А. Авдеева (1841).
Наиболее распространённый вид кальи готовился из жирной рыбы с добавлением паюсной икры, или более того, из одной икры. Существовали также рецепты кальи из мяса птицы (калья утиная, куриная, из тетеревов), вместо огуречного иногда использовался капустный рассол или смесь рассола с квасом. В некоторых рецептах вместо рассола в калью добавляли лимон.
В толковом словаре В. И. Даля калья описывается как род борща, похлёбка на огуречном рассоле с огурцами, свёклой и мясом, а в пост с рыбой и икрой.
Калья — пряный, густой суп с острым и плотным по консистенции бульоном. В настоящее время калья может быть приготовлена из морской рыбы, например, из палтуса, зубатки, которые хорошо сочетаются с солёно-кислой основой.
Во времена распространения кальи блюдо считалось праздничным, мастеров по приготовлению супа называли «калейщиками» или «калейщицами» (так же назывались и любители кальи: где калья, там и я). Со временем калья в русской кухне практически вышла из употребления, её место заняли супы-рассольники, а если где-то готовят настоящую калью, то чаще всего неправильно называют «рыбным рассольником».